# Talakbroto
Talakbroto is een bestuurslaag in het regentschap Boyolali van de provincie Midden-Java, Indonesië. Talakbroto telt 2149 inwoners (volkstelling 2010).